# Tratado de Elvas
O Tratado de Elvas foi um tratado de paz assinado, em 9 de agosto de 1382, no reinado de Fernando I de Portugal que pôs termo à terceira guerra fernandina entre Portugal e Castela.
O antipapa Clemente VII enviou uma embaixada presidida por Pedro de Luna, mais tarde antipapa Bento XIII, para encontrar uma solução para a crise. As negociações, iniciadas secretamente por causa dos ingleses, aliados dos portugueses, foram conduzidas por Pero Sarmento e Pero Fernandez de Velasco por parte do Rei de Castela, e por Álvaro Peres de Castro e Gonçalo Vasques de Azevedo por parte do soberano português.
Uma das cláusulas era que a Infanta D. Beatriz casaria com o Infante D. Fernando, filho segundo do rei D. João I de Castela.

## Fonte
- Torres, Rui de Abreu (1965), «Fernando, D.», in:  Serrão, Joel, Dicionário de História de Portugal, II, Lisboa: Iniciativas Editoriais